# آمي ديل
آمي لين ديل (بالإنجليزية: Ame Deal)‏ (24 يوليو 2000 - 12 يوليو 2011) كانت فتاة تبلغ من العمر 10 سنوات توفيت اختناقا في صندوق 32 بوصة خارج منزل عائلتها في فينيكس، أريزونا بالولايات المتحدة الأمريكية وادعى أفراد الأسرة أنها حبست نفسها حينما كانت تلعب لعبة القط والفأر، ولكن تعتقد السلطات انها ماتت من سوء المعاملة.

## السيرة الشخصية
ولدت آمي لين ديل في مونونجاهيلا بولاية بنسلفانيا في 24 يوليو 2000 لوالدتها شيرلي ديل التي كانت متزوجة من ديفيد ديل في الوقت الذي حملت فيه. تشير شيرلي إلى أنها كانت على علاقة برجل آخر في الفترة التي حملت فيها، ولذلك لا يُعرف على وجه اليقين ما إذا كان ديفيد ديل هو والد آمي. ومع ذلك ، تم إدراج ديفيد ديل أبا لآمي في شهادة ميلادها. كان لدى شيرلي وديفيد طفلان آخران معًا قبل ولادة آمي. كانت شيرلي وديفيد يعيشان معًا حتى ذهبت شيرلي وأطفالها للإقامة مع والدتها في دونورا ، بنسلفانيا. في النهاية عادت شيرلي والأطفال إلى ديفيد مرة أخرى وعاشوا في ميدلاند ، تكساس ، مع والدة ديفيد ، جوديث ديل ، وشقيقته سينثيا ستولتزمان. تدعي شيرلي أن أفراد عائلة ديفيد استعبدوها وأهانوها وضربوها، إلا أنهم لم يسيئوا للأطفال. تدعي شيرلي أيضًا أن الأسرة طردتهاـ وقد غادرت بدون أطفالها وانتقلت إلى إيولا في ولاية كانساس.
{{